# Georgetown (California)
Georgetown es un lugar designado por el censo ubicado en el condado de El Dorado en el estado estadounidense de California. En el año 2000 tenía una población de 18,016 habitantes y una densidad poblacional de 89.9 personas por km². Georgetown también forma parte del área metropolitana de Sacramento.

## Geografía
Georgetown se encuentra ubicado en las coordenadas 38°54′N 120°50′O / 38.900, -120.833. Según la Oficina del Censo, la ciudad tiene un área total de 10,7 km² (4,1 mi²), de la cual 10,7 km² (4,1 mi²) es tierra y 0 km² (0 mi²) (0%) es agua.

## Historia
Fundada el 7 de agosto de 1849, en una zona rica en oro, recibiendo su nombre de George Augustus Constantine Phipps.

## Demografía
Según la Oficina del Censo en 2000 los ingresos medios por hogar en la localidad eran de $41,111, y los ingresos medios por familia eran $42,609. Los hombres tenían unos ingresos medios de $39,934 frente a los $40,208 para las mujeres. La renta per cápita para la localidad era de $17,582. Alrededor del 15.8% de la población estaban por debajo del umbral de pobreza.